# Andreas Boltze
Andreas Boltze (* 1966) ist ein ehemaliger deutscher Volleyball- und Beachvolleyballspieler.

## Karriere
Andreas Boltze spielte in den 1980er Jahren Volleyball beim Bundesligisten Hamburger SV, mit dem er 1987 Deutscher Meister wurde. Später war er unterklassiger aktiv für VGF Marktredwitz, TSV Giesen, TuS Jork und SC Ransbach-Baumbach. Seit 1989 spielte Boltze auch Beachvolleyball und erreichte bei der ersten deutschen Meisterschaft 1992 in Damp mit seinem Vereinskollegen Christian Voß das Finale, in dem das Duo gegen Christian Tiemann und Lars-Björn Freier unterlag.